# Efferia cerdai
Efferia cerdai är en tvåvingeart som beskrevs av Tomasovic 2002. Efferia cerdai ingår i släktet Efferia och familjen rovflugor.
Artens utbredningsområde är Franska Guyana. Inga underarter finns listade i Catalogue of Life.